# Athripsodes longispinosus
Athripsodes longispinosus är en nattsländeart som först beskrevs av Martynov 1909.  Athripsodes longispinosus ingår i släktet Athripsodes och familjen långhornssländor. Utöver nominatformen finns också underarten A. l. paleochora.